# Michelin Le Mans Cup 2020
Navigation
Édition précédente Édition suivante
La Michelin Le Mans Cup 2020 est la quatrième saison de la Michelin Le Mans Cup. Elle a débuté le 18 juillet au Castellet et se terminera le 1er novembre à l'Autódromo Internacional do Algarve.

## Calendrier
Toutes les courses sont en support des manches du championnat European Le Mans Series, à l'exception de la manche du Road to Le Mans, qui fait partie du week-end des 24 Heures du Mans. 
Le calendrier 2020 a été publié le 4 avril 2020. En raison de la crise sanitaire lié à la Pandémie de Covid-19, les dates ont évolué dans le temps. La manche originellement prévue sur le Circuit de Barcelone a été annulée suite la Pandémie de Covid-19 en Espagne et a été remplacée par une manche sur le Circuit Paul-Ricard.
| N° | Date              | Course            | Circuit                            | Lieu          | Pays     |
| -- | ----------------- | ----------------- | ---------------------------------- | ------------- | -------- |
| 1  | 18 Juillet        | Le Castellet      | Circuit Paul-Ricard                | Le Castellet  | France   |
| 2  | 8 Août            | Spa-Francorchamps | Circuit de Spa-Francorchamps       | Francorchamps | Belgique |
| 3  | 29 Août           | Le Castellet      | Circuit Paul-Ricard                | Le Castellet  | France   |
| 4  | 18 & 19 Septembre | Road To Le Mans   | Circuit des 24 Heures              | Le Mans       | France   |
| 5  | 10 Octobre        | Monza             | Autodromo Nazionale di Monza       | Monza         | Italie   |
| 6  | 1 Novembre        | Algarve           | Autódromo Internacional do Algarve | Portimão      | Portugal |

## Engagés

### Invitation
Grâce à leur titre en Ultimate Cup Series 2019, Wimmer Werk Motorsport a reçu une invitation pour participer au championnat.

### Engagés
| Légende                             | Légende                                        | Légende |
| ----------------------------------- | ---------------------------------------------- | ------- |
| Inscription pour toute la saison    | Inscription additionnelle                      |         |
| Éligible pour tous les championnats | Éligible uniquement pour le championnat pilote |         |

| No.  | Pays                             | Écurie                                 | Voiture                     | Pilotes                         | Pilotes                               | Pilotes                    |
| LMP3 | LMP3                             | LMP3                                   | LMP3                        | LMP3                            | LMP3                                  | LMP3                       |
| ---- | -------------------------------- | -------------------------------------- | --------------------------- | ------------------------------- | ------------------------------------- | -------------------------- |
| 1    |                                  | DKR Engineering                        | Duqueine M30 - D08          | Wolfgang Triller (4)            | Ugo de Wilde (4)                      |                            |
| 3    | Jean Glorieux (Toutes)           | DKR Engineering                        | Duqueine M30 - D08          | Laurents Hörr (Toutes)          |                                       |                            |
| 4    |                                  | Realteam Racing                        | Ligier JS P320              | David Droux (de) (4)            | Esteban Garcia (4)                    |                            |
| 5    |                                  | CD Sport                               | Ligier JS P320              | Nick Adcock (Toutes)            | Mikkel Jensen (Toutes)                |                            |
| 6    | Joffrey de Narda (pl) (1-3, 5-6) | CD Sport                               | Ligier JS P320              | Jacques Wolff (Toutes)          | Kévin Bole Besançon (4)               |                            |
| 7    |                                  | Nielsen Racing                         | Duqueine M30 - D08          | Colin Noble (Toutes)            | Tony Wells (Toutes)                   |                            |
| 10   | Garett Grist (Toutes)            | Nielsen Racing                         | Duqueine M30 - D08          | Rob Hodes (Toutes)              |                                       |                            |
| 11   |                                  | Racing Experience                      | Duqueine M30 - D08          | David Hauser (1-3, 5)           | Yury Wagner (1, 3)                    | Nicolas Melin (2, 4-6)     |
| 11   | Gary Hauser (4, 6)               | Racing Experience                      | Duqueine M30 - D08          |                                 |                                       |                            |
| 12   |                                  | Team Virage                            | Ligier JS P320              | Tom Cloet (4)                   | James Winslow (4)                     |                            |
| 14   |                                  | EuroInternational                      | Ligier JS P320              | François Heriau (4)             | Niko Kari (4)                         |                            |
| 15   |                                  | RLR Msport                             | Ligier JS P320              | James Dayson (4)                | Malthe Jakobsen (4)                   |                            |
| 20   |                                  | Grainmarket Racing                     | Duqueine M30 - D08          | Mark Crader (1-2, 5)            | Alex Mortimer (1-2, 5)                |                            |
| 21   |                                  | Mühlner Motorsport                     | Duqueine M30 - D08          | Tom Cloet (1-3)                 | Moritz Kranz (Toutes)                 | Gilles Magnus (en) (4)     |
| 21   | Alex Kapadia (5-6)               | Mühlner Motorsport                     | Duqueine M30 - D08          |                                 |                                       |                            |
| 22   |                                  | United Autosports                      | Ligier JS P320              | Jim McGuire (4)                 | Duncan Tappy (4)                      |                            |
| 23   | Wayne Boyd (Toutes)              | United Autosports                      | Ligier JS P320              | John Schauerman (Toutes)        |                                       |                            |
| 24   | Andy Meyrick (Toutes)            | United Autosports                      | Ligier JS P320              | Daniel Schneider (Toutes)       |                                       |                            |
| 25   | Shaun Lynn (4)                   | United Autosports                      | Ligier JS P320              | Joe Macari (4)                  |                                       |                            |
| 26   |                                  | Graff Racing                           | Ligier JS P320              | Matthias Kaiser (Toutes)        | Rory Penttinen (Toutes)               |                            |
| 27   |                                  | MV2S Racing                            | Ligier JS P320              | Christophe Cresp (de) (Toutes)  | Bruce Jouanny (1, 4 )                 | Fabien Lavergne (2-3, 5-6) |
| 37   |                                  | Cool Racing                            | Ligier JS P320              | Edouard Cauhaupé (Toutes)       | Nicolas Maulini (Toutes)              |                            |
| 55   |                                  | Rinaldi Racing                         | Duqueine M30 - D08          | Daniel Keilwitz (1, 3)          | Alexander Mattschull (de) (1, 3-4, 6) | Nicolas Schatz (4)         |
| 55   | Nicolás Varrone (en) (6)         | Rinaldi Racing                         | Duqueine M30 - D08          |                                 |                                       |                            |
| 66   | Steve Parrow (1-4, 6)            | Rinaldi Racing                         | Duqueine M30 - D08          | Dominik Schwager (en) (1-4, 6)  |                                       |                            |
| 69   |                                  | Cool Racing                            | Ligier JS P320              | Ben Barnicoat (1)               | Maurice Smith (en) (Toutes)           | Matthew Bell (2-6)         |
| 75   |                                  | IDEC Sport                             | Ligier JS P320              | Patrice Lafargue (4)            | Stéphane Adler (4)                    |                            |
| 98   |                                  | Motorsport98                           | Ligier JS P320              | Eric De Doncker (en) (1-3, 5-6) | Dino Lunardi (1-3, 5-6)               |                            |
| GT3  |                                  |                                        |                             |                                 |                                       |                            |
| 2    |                                  | Porsche Centre Oberer Zürichsee by TFT | Porsche 911 GT3 R           | Julien Andlauer (1, 3-6)        | Nicolas Leutwiler (1, 3-6)            |                            |
| 8    |                                  | Iron Lynx                              | Ferrari 488 GT3             | Rino Mastronardi (Toutes)       | Giacomo Piccini (Toutes)              |                            |
| 9    | Michelle Gatting (1-2, 6)        | Iron Lynx                              | Ferrari 488 GT3             | Deborah Mayer (1-2, 6)          | Paolo Ruberti (4)                     |                            |
| 9    | Murad Sultanov (4)               | Iron Lynx                              | Ferrari 488 GT3             | Niccolò Schirò (5)              | Emanuele Maria Tabacchi (6)           |                            |
| 17   |                                  | IDEC Sport                             | Mercedes-AMG GT3 Evo        | Dimitri Enjalbert (1)           | Patrice Lafargue (1)                  |                            |
| 28   |                                  | Delahaye Racing Team (en)              | Porsche 911 GT3 R           | Pierre-Etienne Bordet (4)       | Alexandre Viron (4)                   |                            |
| 50   |                                  | Kessel Racing                          | Ferrari 488 GT3             | Ollie Hancock (Toutes)          | John Hartshorne (Toutes)              |                            |
| 51   |                                  | Spirit of Race                         | Ferrari 488 GT3             | Gunnar Jeannette (4)            | Rodrigo Sales (4)                     |                            |
| 63   |                                  | FFF Racing Team (en) par ACM           | Lamborghini Huracán GT3 Evo | Andrea Caldarelli (4)           | Hiroshi Hamaguchi (en) (4)            |                            |
| 67   |                                  | Kessel Racing                          | Ferrari 488 GT3             | Paolo Ruberti (1-2)             | Murad Sultanov (1-3)                  | Andrea Belicchi (3)        |
| 67   | Nicola Cadei (4)                 | Kessel Racing                          | Ferrari 488 GT3             | Murat Cuhadaroglu (4-5)         | David Fumanelli (5)                   |                            |
| 74   | Michal Broniszewski (Toutes)     | Kessel Racing                          | Ferrari 488 GT3             | David Perel (Toutes)            |                                       |                            |
| 77   |                                  | Iron Lynx                              | Ferrari 488 GT3             | Andrea Piccini (Toutes)         | Claudio Schiavoni (Toutes)            |                            |
| 93   |                                  | SKY Tempesta Racing                    | Ferrari 488 GT3             | Chris Froggatt (4)              | Jonathan Hui (en) (4)                 |                            |

## Résultats
Gras indique le vainqueur au général.
| Mc. | Mc. | Circuit     | Équipe vainqueure LMP3           | Équipe vainqueure GT3                      | Résultats |
| Mc. | Mc. | Circuit     | Pilotes vainqueurs LMP3          | Pilotes vainqueurs GT3                     | Résultats |
| --- | --- | ----------- | -------------------------------- | ------------------------------------------ | --------- |
| 1   | 1   | Paul Ricard | DKR Engineering n°3              | Iron Lynx n°8                              | Résultats |
| 1   | 1   | Paul Ricard | Jean Glorieux Laurents Hörr      | Rino Mastronardi Giacomo Piccini           | Résultats |
| 2   | 2   | Spa         | Cool Racing n°37                 | Iron Lynx n°8                              | Résultats |
| 2   | 2   | Spa         | Edouard Cauhaupé Nicolas Maulini | Rino Mastronardi Giacomo Piccini           | Résultats |
| 3   | 3   | Paul Ricard | Cool Racing n°69                 | Porsche Centre Oberer Zürichsee by TFT n°2 | Résultats |
| 3   | 3   | Paul Ricard | Maurice Smith Matthew Bell       | Julien Andlauer Nicolas Leutwiler          | Résultats |
| 4   | C1  | Le Mans     | DKR Engineering n°3              | Iron Lynx n°8                              | Résultats |
| 4   | C1  | Le Mans     | Jean Glorieux Laurents Hörr      | Rino Mastronardi Giacomo Piccini           | Résultats |
| 4   | C2  | Le Mans     | Cool Racing n°37                 | Kessel Racing n°74                         | Résultats |
| 4   | C2  | Le Mans     | Edouard Cauhaupé Nicolas Maulini | Michal Broniszewski David Perel            | Résultats |
| 5   | 5   | Monza       | DKR Engineering n°3              | Porsche Centre Oberer Zürichsee by TFT n°2 | Résultats |
| 5   | 5   | Monza       | Jean Glorieux Laurents Hörr      | Julien Andlauer Nicolas Leutwiler          | Résultats |
| 6   | 6   | Algarve     | Nielsen Racing n°7               | Iron Lynx n°8                              | Résultats |
| 6   | 6   | Algarve     | Colin Noble Tony Wells           | Rino Mastronardi Giacomo Piccini           | Résultats |

## Classement

### Attribution des points
| Système des points | Système des points | Système des points | Système des points | Système des points | Système des points | Système des points | Système des points | Système des points | Système des points | Système des points | Système des points | Système des points |
| Position           | 1er                | 2e                 | 3e                 | 4e                 | 5e                 | 6e                 | 7e                 | 8e                 | 9e                 | 10e                | Au-delà            | Pole position      |
| ------------------ | ------------------ | ------------------ | ------------------ | ------------------ | ------------------ | ------------------ | ------------------ | ------------------ | ------------------ | ------------------ | ------------------ | ------------------ |
| Points             | 25                 | 18                 | 15                 | 12                 | 10                 | 8                  | 6                  | 4                  | 2                  | 1                  | 0.5                | 1                  |
| Le Mans            | 15                 | 9                  | 7                  | 6                  | 5                  | 4                  | 3                  | 2                  | 1                  | 0.5                | 0.5                | 1                  |

### Championnat des pilotes
Seules les 10 premières places sont affichées ici (18 pilotes), au total 55 pilotes ont été classés.